# IF
IF — дебютний альбом українського гурту Dakh Daughters, представлений у відкритому доступі 30 листопада 2016 року.

## Про альбом
Назва платівки походить від однойменної композиції на вірш Редьярда Кіплінга, у приспіві якої звучать рядки із вірша Павла Тичини «…тінь там тоне, тінь там десь». Усі композиції альбому вже були відомі слухачам, адже гурт виконує їх на своїх концертах. До дебютного альбому не увійшли такі відомі хіти гурту як «Рози», «Ганнуся» та «Зозулиця». Учасники гурту пояснили цю ситуацію:
|  | У мережі є окремі роботи, присвячені цим композиціям, та відео (не лише live із концертів), які живуть досить активним і самостійним життям. Можливо, ми ще запишемо їхні аудіоверсії. |

Декілька пісень альбому — це композиції на поезію Сергія Жадана, Михайла Семенка, Чарльза Буковскі та інших. Щодо композиції на вірш Жадана, учасники гурту зазначили:
|  | Ми не могли оминути композицію "Візьми" на вірш Сергія Жадана, бо теми, які він порушує, найбільше резонують із нашим життям в Україні тут і зараз. |

Саунд-продюсером альбому стала Ірена Стеценко, яка познайомила гурт із звукорежисером Денисом Абраменком, Андрієм Шаходинцем, який здійснював запис і Денисом Ямбором, який проводив мастеринг.

## Список композицій
| #  | Назва         | Тривалість |
| -- | ------------- | ---------- |
| 1. | «Кактус»      | 4:20       |
| 2. | «Людина»      | 5:45       |
| 3. | «If»          | 7:09       |
| 4. | «Візьми»      | 5:20       |
| 5. | «Папіроси»    | 6:02       |
| 6. | «Sept Verres» | 4:12       |
| 7. | «Oh God»      | 7:28       |
| 8. | «Куба»        | 3:29       |
| 9. | «LMD»         | 5:34       |